# 테리 와이글

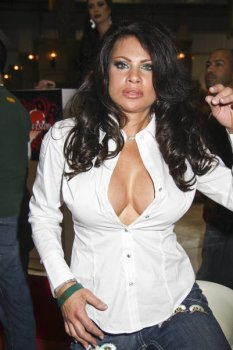

테리 와이글(Teri Weigel, 1962년 2월 24일 ~ )는 미국의 포르노 배우, 배우, 플레이메이트, 모델, 글래머 모델이다.
포트로더데일에서 태어났다.

## 출연 작품
- 앤티 리스 미트 파이 (1992년)
- 미녀 드라큐라 (1992년)
- 란제리 3 (1991년)
- 란제리 2 (1990년)
- 나이트 비지터 (1990년)
- 프레데터 2 (1990년)
- 잔혹 게임 (1989, The Banker)
- 유혹 (1989년)
- 해변의 음모 (1989년)
- 토마토 대소동 2 (1988년)

### 텔레비전
- 못말리는 번디 가족 (1988-90)